# 昂维莱尔
昂维莱尔（法語：Hanviller，法語發音：[ɑ̃vilɛʁ]；洛林法兰克语：Honnwiller、Hawiller）是法国摩泽尔省的一个市镇，属于萨尔格米讷区。

## 地理
昂维莱尔（49°6'15"N, 7°27'34"E）面积8.66 平方千米，位于法国大東部大區摩泽尔省，该省份为法国东北部内陆省份，是洛林的一部分，西南接默尔特-摩泽尔省，东临下莱茵省，北与卢森堡和德国接壤。
与昂维莱尔接壤的市镇（或旧市镇、城区）包括：比奇、布斯维莱尔、布赖登巴赫、阿斯珀尔希特、伦格尔赛姆、绍尔巴克。

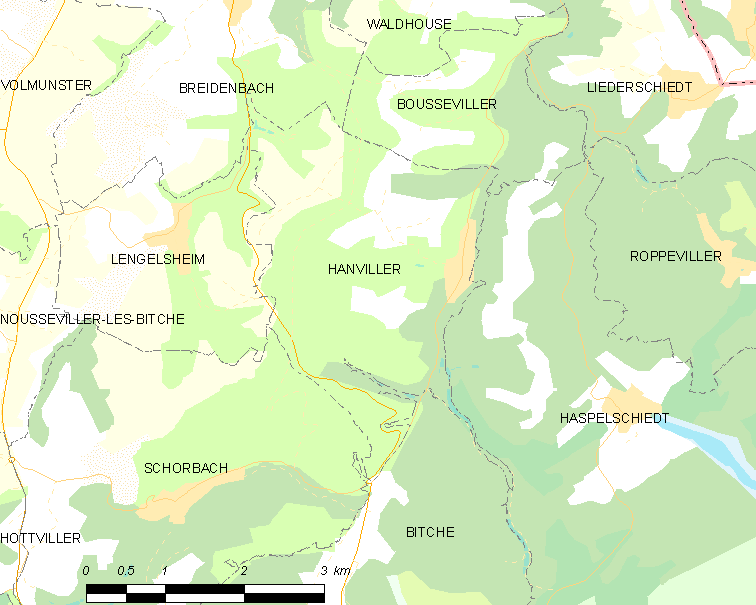
昂维莱尔的OSM定位图

昂维莱尔的时区为UTC+01:00、UTC+02:00（夏令时）。

## 行政
昂维莱尔的邮政编码为57230，INSEE市镇编码为57294。

## 政治
昂维莱尔所属的省级选区为比奇县。

## 人口

1962-2008年间昂维莱尔人口变化图示

昂维莱尔于2022年1月1日时的人口数量为189人。